# Yevgueni Popov (luchador)
Yevgueni Popov –en ruso, Евгений Попов– (10 de junio de 1986) es un deportista ruso que compitió en lucha grecorromana. Ganó una medalla de bronce en el Campeonato Europeo de Lucha de 2008, en la categoría de 74 kg.

## Palmarés internacional
| Campeonato Europeo | Campeonato Europeo  | Campeonato Europeo | Campeonato Europeo |
| Año                | Lugar               | Medalla            | Categoría          |
| ------------------ | ------------------- | ------------------ | ------------------ |
| 2008               | Tampere (Finlandia) | Medalla de bronce  | 74 kg              |